# Agathosma trichocarpa
Agathosma trichocarpa là một loài thực vật có hoa trong họ Cửu lý hương. Loài này được Holmes mô tả khoa học đầu tiên năm 1912.